# Nectandra paucinervia
Nectandra paucinervia är en lagerväxtart som beskrevs av B. Coe-teixeira. Nectandra paucinervia ingår i släktet Nectandra och familjen lagerväxter. Inga underarter finns listade i Catalogue of Life.